# لة ملة السفلي جوكار (مارغون)
لة ملة السفلی جوکار (بالفارسية: له‌مله سفلی جوکار) هي قرية تقع في إيران في قسم مارغون الريفي. يقدر عدد سكانها بـ 73 نسمة .